# Theobroma (geslacht)
Theobroma is de botanische naam van een geslacht van planten in de familie Malvaceae (in oudere systemen in de familie Sterculiaceae). Het geslacht heeft ongeveer 20 soorten, waaronder de cacaoboom (Theobroma cacao). De soorten komen voor in het gebied van tussen Mexico en Zuid-Amerika.

## Soorten
- Theobroma angustifolium DC.
- Theobroma bernoullii Pittier
- Theobroma bicolor Bonpl.  - Macambo
- Theobroma cacao L. - Cacao
- Theobroma canumanense Pires & Fróes ex Cuatrec.
- Theobroma cirmolinae Cuatrec.
- Theobroma gileri Cuatrec.
- Theobroma glaucum H.Karst.
- Theobroma grandiflorum (Willd. ex Spreng.) K.Schum. - Cupuazú
- Theobroma hylaeum Cuatrec.
- Theobroma mammosum Cuatrec. & J.León
- Theobroma microcarpum Mart.
- Theobroma nemorale Cuatrec.
- Theobroma obovatum Klotzsch ex Bernoulli
- Theobroma simiarum Donn.Sm.
- Theobroma sinuosum Pav. ex Huber
- Theobroma speciosum Willd. ex Spreng. - Cacaui
- Theobroma subincanum Mart.
- Theobroma sylvestre Aubl. ex Mart.
- Theobroma velutinum Benoist